# Brian Morrison
Brian Morrison, född 25 augusti 1968, är en friidrottare från Kanada. Han deltog vid olympiska sommarspelen 1988.